# Efferia cellatus
Efferia cellatus är en tvåvingeart som först beskrevs av Ignaz Rudolph Schiner 1868.  Efferia cellatus ingår i släktet Efferia och familjen rovflugor. Inga underarter finns listade i Catalogue of Life.